# Бенедикт (община)
Община Бенедикт (словен. Občina Benedikt) — одна з общин Словенії. Адміністративним центром є місто Бенедикт-в-Словенських Горицах.

## Населення
У 2011 році в общині проживало 2441 осіб, 1248 чоловіків і 1193 жінок. Чисельність економічно активного населення (за місцем проживання), 1000 осіб. Середня щомісячна чиста заробітна плата одного працівника (EUR), 918,12 (в середньому по Словенії 987.39). Приблизно кожен другий житель у громаді має автомобіль (51 автомобілі на 100 жителів). Середній вік жителів склав 37,4 роки (в середньому по Словенії 41.8). 